# Александър Вулев
Александър Я. Вулев е български революционер, деец на Вътрешна македоно-одринска революционна организация.

## Биография
Вулев е роден в ксантийското село Кръстополе, тогава в Османската империя, днес Ставруполи, Гърция. В 1900 година влиза в образувания от Тодор Хълчев революционен комитет.
В началото на 1901 година с подкрепата на Владимир Коруев успява да измести Хълчев от ръководството на комитета, а през август става член на околийския комитет. Арестуван е и лежи пет месеца в Одринския затвор. В 1905 година е принуден да бяга в България. Умира в болница в Пещера.
Според „Одрински глас“ Вулев е ранен с ками в Ксанти от гръцки терористи, след като е бил предупреждаван няколко пъти.